# Los Angeles Convention Center

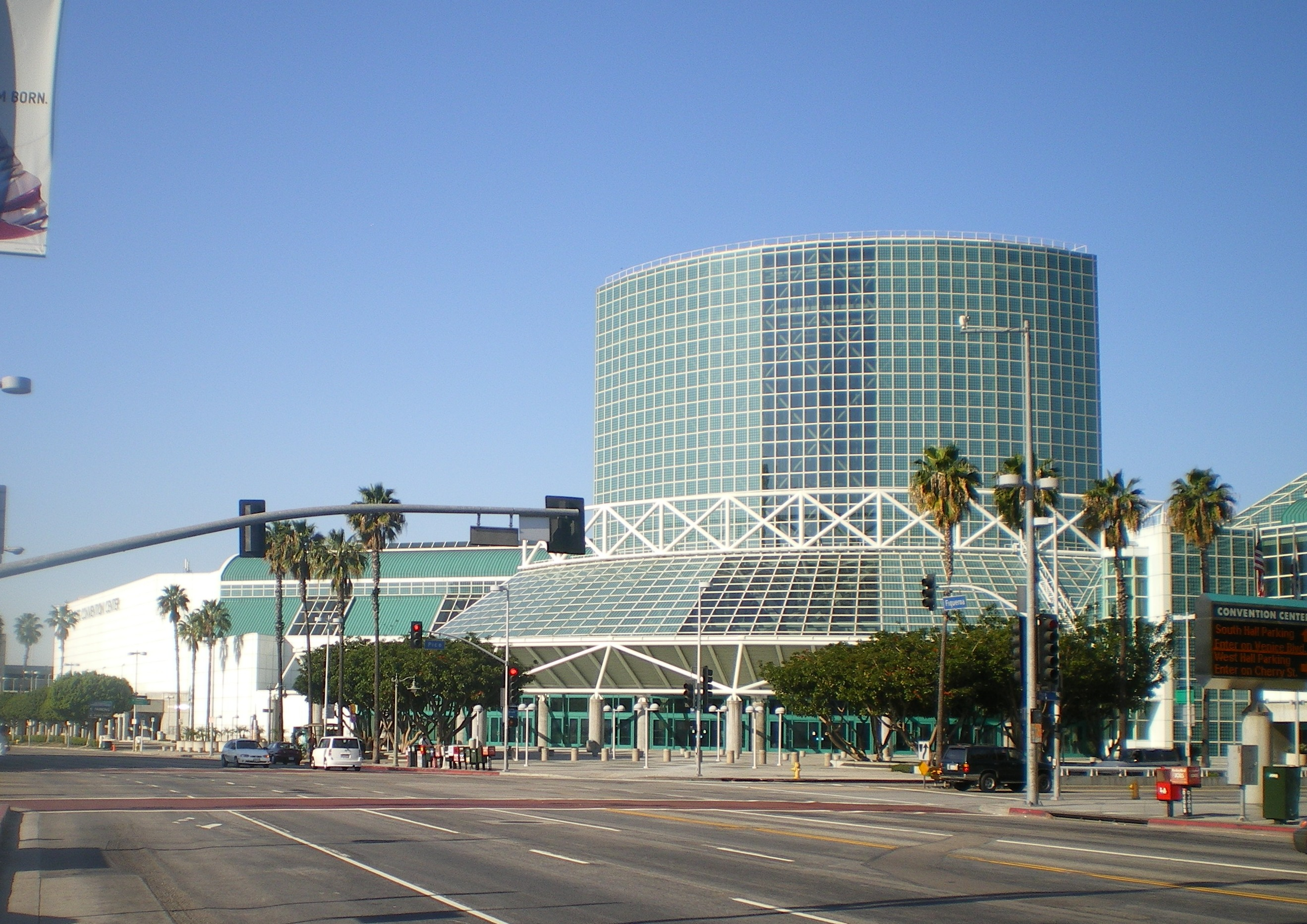
Das Los Angeles Convention Center im Jahr 2008.

Das Los Angeles Convention Center (LACC) ist ein Kongresszentrum im südwestlichen Teil von Downtown Los Angeles im US-Bundesstaat Kalifornien.
Der 1971 eröffnete Komplex beherbergt zahlreiche jährliche Messen und wurde häufig als Drehort für TV-Serien und Spielfilme genutzt. Das im Besitz der Stadt Los Angeles befindliche Zentrum, das von der zur Anschutz Entertainment Group gehörenden ASM Global betrieben wird, erstreckt sich seit seiner letzten Erweiterung auf über 867.000 square feet (ca. 80.500 m²) flexibel nutzbare Fläche. Es umfasst fünf verschiedene Ausstellungshallen (darunter die 15.000 Besucher fassende West Hall und die 22.870 Besucher fassende South Hall), 64 Tagungsräume sowie großzügige Außenbereiche für jegliche Art von Veranstaltung.
Das LACC verzeichnet jährlich um die 2,5 Millionen Besucher und erzielte beispielsweise im Finanzjahr 2016/17 einen Rekordwert von 781 Millionen US-Dollar an wirtschaftlichem Einfluss (Wertschöpfung) für die Stadt Los Angeles. Das Convention Center selbst hatte im vorangegangenen Finanzjahr 2015/16 einen Rekordgewinn von 8,1 Millionen US-Dollar erwirtschaftet; nahezu das Dreifache als noch 2014/15. Unter privater Verwaltung hat das Los Angeles Convention Center im elften Jahr in Folge (2023/24) die betrieblichen Erwartungen übertroffen.

## Geschichte

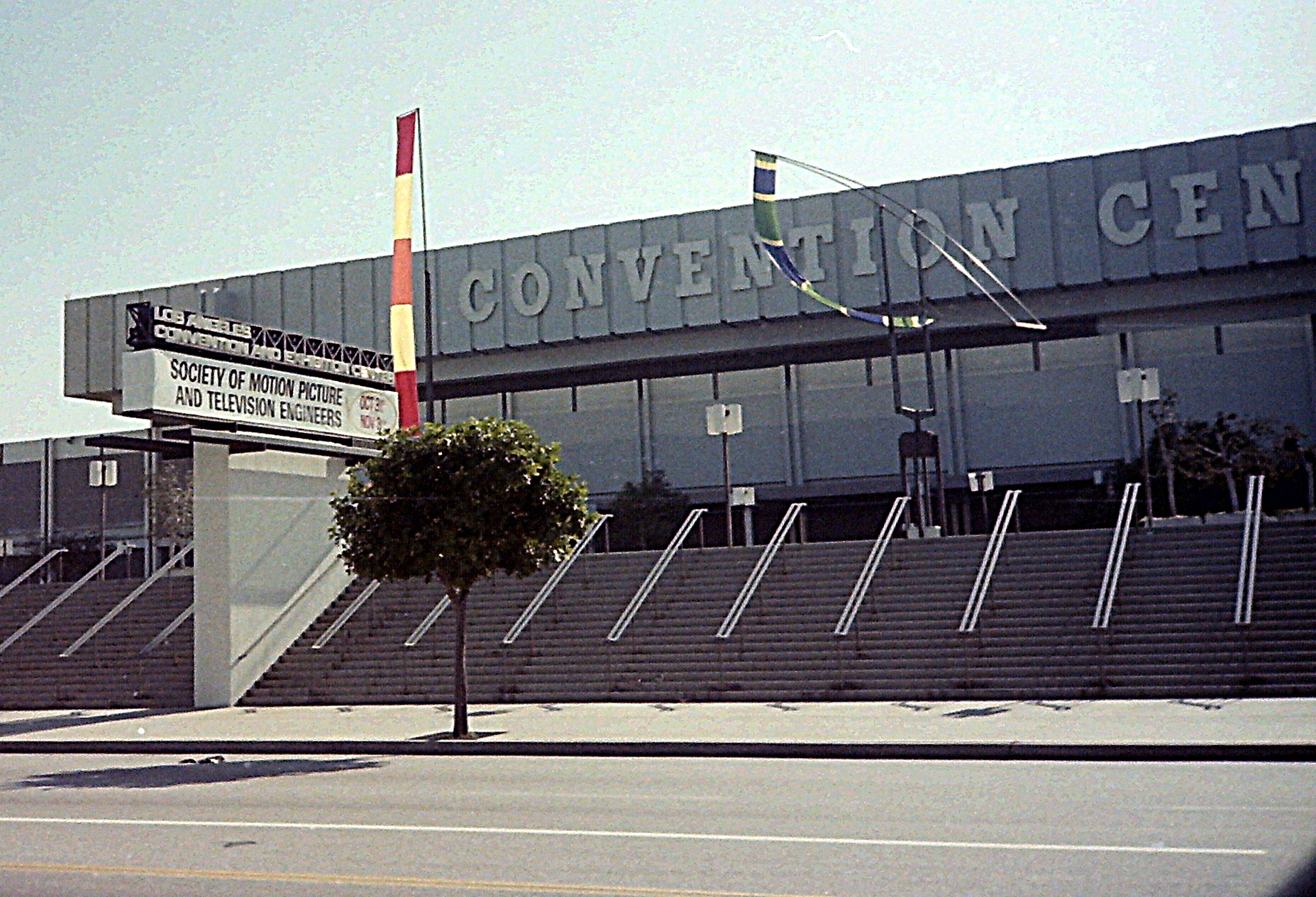
Das Convention Center im Oktober 1983.

Das Los Angeles Convention Center wurde vom Architekten Charles Luckman entworfen, ab 1969 errichtet und 1971 feierlich eröffnet. In den Jahren 1981, 1993 und 1997 wurde es mehrfach erweitert. Ursprünglich bestand das Gebäude aus einem rechteckigen Komplex zwischen dem Pico Boulevard und dem heutigen Chick Hearn Court (ehemals 11th Street) an der Figueroa Street. Die Umbauten von 1981 wurden von Gruen Associates (unter der Leitung von Ki Suh Park) durchgeführt und umfassten insbesondere die Schaffung zusätzlicher Ausstellungsflächen, um den wachsenden Anforderungen des Zentrums gerecht zu werden. Am 1. März 1983 wurde das Dach und der obere Fassadenbereich des Kongresszentrums im Zuge des South Central Los Angeles Tornado beschädigt. Die Reparaturarbeiten, die unter anderem die Installation neuer Schriftzüge, wurden damals mit rund drei Millionen US-Dollar (inflationsbereinigt 2024: ca. 9,5 Millionen US-Dollar) beziffert. Im Vergleich dazu wurde der Gesamtschaden im relativ kleinen Gebiet des Tornados, bei dem laut offiziellen Angaben 30 Menschen verletzt wurden, auf rund 15 Millionen US-Dollar (inflationsbereinigt 2024: ca. 47,3 Millionen US-Dollar) geschätzt. Im Jahr darauf diente das Convention Center anlässlich der in Los Angeles ausgetragenen Olympischen Sommerspiele 1984 als Hauptpressezentrale.
Von 1986 bis 1993 erlebte das LACC eine bedeutende Erweiterung, die abermals von den Architekten von Gruen Associates, diesmal in Zusammenarbeit mit Pei Cobb Freed & Partners, durchgeführt wurde. Die wichtigsten Änderungen in dieser Zeit waren die Verdopplung der Gesamtfläche des Gebäudes auf rund 867.000 square feet (ca. 80.500 m²), wodurch es zum größten Kongresszentren an der Westküste der USA wurde. Zwei großzügige Ausstellungsbereiche werden seitdem von den Pavillons (West Tower und South Tower) flankiert, die mit grün getöntem und reflektierendem Glas verkleidet sind. Mit einer Höhe von etwa 160 Fuß (rund 49 Meter) bilden die Pavillons einen eindrucksvollen Eingang zum Gebäude, wobei die freiliegende Stahlrahmenkonstruktion aus weißen Stahlrohren die architektonische Gestaltung prägen. Die Pavillons und Ausstellungshallen sind durch einen über dem Pico Boulevard verlaufenden Verbindungsgang mit Besprechungshallen bzw. -räumen miteinander verbunden. Der besagte Erweiterungsbau des Kongresszentrums, der sich größtenteils südlich des Pico Boulevards befindet, wurde von James Ingo Freed (Pei Cobb Freed & Partners) entworfen und noch während der laufenden Bauphase im Jahr 1990 mit einem Civic Architecture Award der Los Angeles Commission ausgezeichnet. Das in Eagan, Minnesota, ansässige Unternehmen Enclos, das sich auf fassaden- und glasbasierte Lösungen spezialisiert und individuelle Gebäudehüllen, einschließlich Glasfassaden, entwirft, baut und installiert, zeigte sich für die rund 100.000 square feet (ca. 9.300 m²) umfassende Glasfassade verantwortlich.
Der Vorplatz des Kongresszentrums trägt den Namen Gilbert Lindsay Plaza zu Ehren des langjährigen Stadtrats Gilbert W. Lindsay, der über viele Jahre das Downtown-Viertel von Los Angeles repräsentierte. Zu seinen Ehren wurde dort 1995 ein rund drei Meter hohes Denkmal enthüllt, das ihn als The Emperor of the Great 9th District würdigt. Außerdem trägt die Zufahrt zwischen der Figueroa Street und dem Hauptgebäude des Zentrums seinen Namen (Gilbert Lindsay Drive). Im Jahr 1997 wurde der nordöstliche Teil des Zentrums abgerissen, um Platz für das Staples Center (seit 2022: Crypto.com Arena) zu schaffen. Dies trug zur Modernisierung und Erweiterung des gesamten Komplexes bei und erhöhte dadurch die Attraktivität des Zentrums als vielseitige Veranstaltungslocation. Als Hauptarchitekturbüro dieser Sportstätte, die im Oktober 1999 feierlich eröffnet wurde, trat NBBJ in Erscheinung.
Am 15. September 2008 wurde das Los Angeles Convention Center als erstes Kongresszentrum in den USA und als erstes städtisches Gebäude dieser Größe und Altersklasse in Los Angeles vom U.S. Green Building Council mit einer LEED-Zertifizierung für nachhaltige Gebäude ausgezeichnet. Zum Zeitpunkt der Vergabe plante die Leitung des Kongresszentrums die Zertifizierung weiter zu verbessern. So war unter anderem die Errichtung einer „Zero-Waste“-Einrichtung geplant, in der sämtlicher Abfall recycelt wird. Zu diesem Zeitpunkt wurden bereits über 50 % der Abfälle umgeleitet und dementsprechend aktiv recycelt bzw. anderweitig wiederverwendet, anstatt auf Mülldeponien zu landen. Zudem wurde zum damaligen Zeitpunkt untersucht, wie mehr Grünflächen auf dem Gelände integriert und thermische Speicher zur Reduzierung des Energieverbrauchs für Heizung, Lüftung und Klimatisierung genutzt werden können. Im Laufe der Jahre konnte das Los Angeles Convention Center durch Maßnahmen als Teil des kontinuierlichen Bestrebens, die Umweltbelastung zu verringern und die Nachhaltigkeit des Kongresszentrums zu erhöhen, seine Zertifizierung stetig verbessern. So wurde das LACC zu einem Beispiel dafür, wie auch ältere Gebäude durch strategische Verbesserungen die LEED-Zertifizierung weiter optimieren können. Im Jahr 2010 mit der LEED® EB:O+M GOLD-Zertifizierung ausgezeichnet, wurde das Kongresszentrum in den Jahren 2015, 2020 und erneut 2024 auf Gold-Level zertifiziert.
Im Jahr 2013 entschied der Stadtrat von Los Angeles, das Management des Kongresszentrums der Anschutz Entertainment Group (AEG) zu übergeben. Davor war die Stadt Los Angeles mit der L.A. Convention Center & Exhibits Center Authority als Besitzer und Betreiber des LACC in Erscheinung getreten. Bereits in den Jahren davor – 2002 und 2012 – präsentierte die AEG Pläne für die Errichtung eines Fußballstadions und zusätzlicher Kongressflächen auf dem Gelände des Los Angeles Convention Centers. Das zweite, als Farmers Field bezeichnete Projekt, nach dem Sponsor, der Farmers Insurance Group aus Los Angeles, benannt, sah den Bau eines 1,2 Milliarden Dollar teuren Fußballstadions sowie neuer Kongressflächen vor, die vom Architekturbüro Gensler entworfen worden wären. Allerdings favorisierten sowohl die Los Angeles Rams als auch die Los Angeles Chargers (beide mit Spielbetrieb in der National Football League) einen alternativen Stadionstandort in Inglewood (SoFi Stadium), was den zweiten Vorschlag von AEG obsolet machte. 2014 stimmte das Los Angeles City Council schließlich für ein Projekt zur erneuten Erweiterung des Kongresszentrums. Allerdings wurde dabei beschlossen, den ursprünglich geplanten Standort für das Fußballstadion nicht weiter zu verfolgen.
Heute (Stand: 2025) besteht das Los Angeles Convention Center aus der South Exhibit Hall (346.890 sq ft; dem Standort der Mayor Tom Bradley Exhibit Hall), der Kentia Hall (162.000 sq ft; unterhalb der South Exhibit Hall), der West Hall (210.685 sq ft; dem Standort der Mayor Sam Yorty Exhibit Hall), der Neil Petree Hall (21.557 sq ft; in der Nähe der Yorty Hall), der Concourse Hall (26.342 sq ft), 64 unterschiedlich großen Tagungsräumen mit einer Gesamtfläche von rund 147.000 sq ft, einer 5.600 Parkplätze umfassenden Parkfläche (inklusive Parkgaragen), Fahrradeinrichtungen und drei Food Courts. Es stehen 20 Ladestationen für Elektroautos zur Verfügung – zwölf im West-Hall-Parkhaus und acht im South-Hall-Parkhaus. Daneben gibt es noch die Venice Parking Garage. Außerdem verfügt das Los Angeles Convention Center über ein 299 Sitzplätze umfassendes Theater mit Projektionsmitteln, das vor allem für Präsentationen und Vorführungen genutzt wird.

## Nutzung und Veranstaltungen

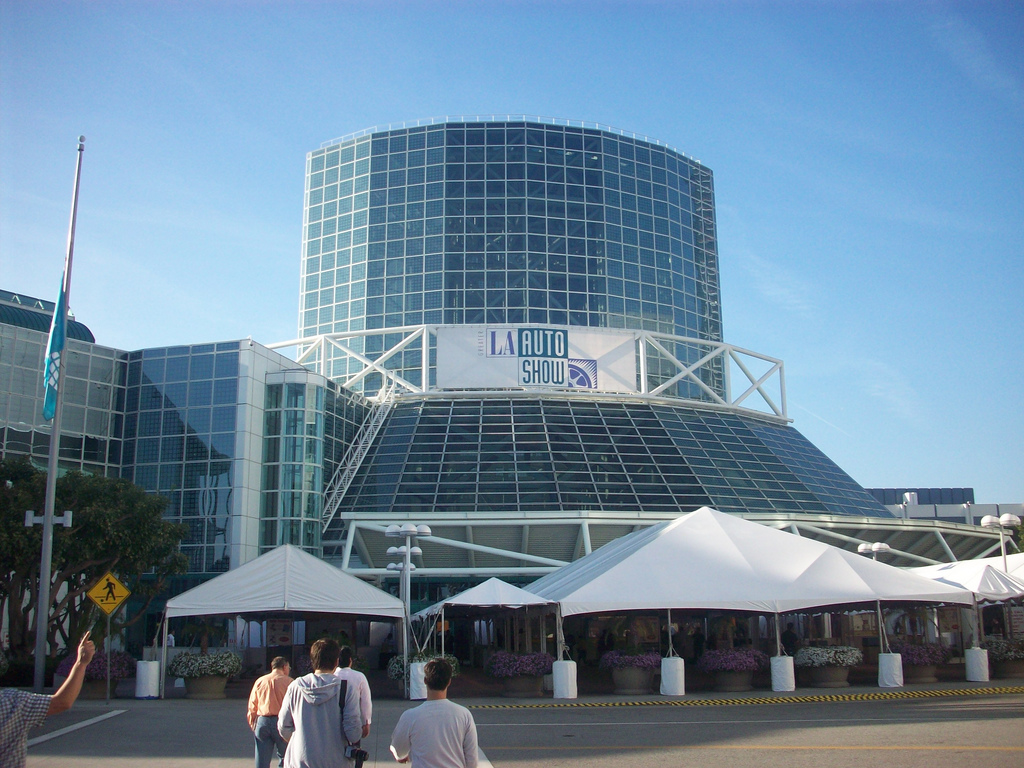
Eingang zur LA Auto Show 2008

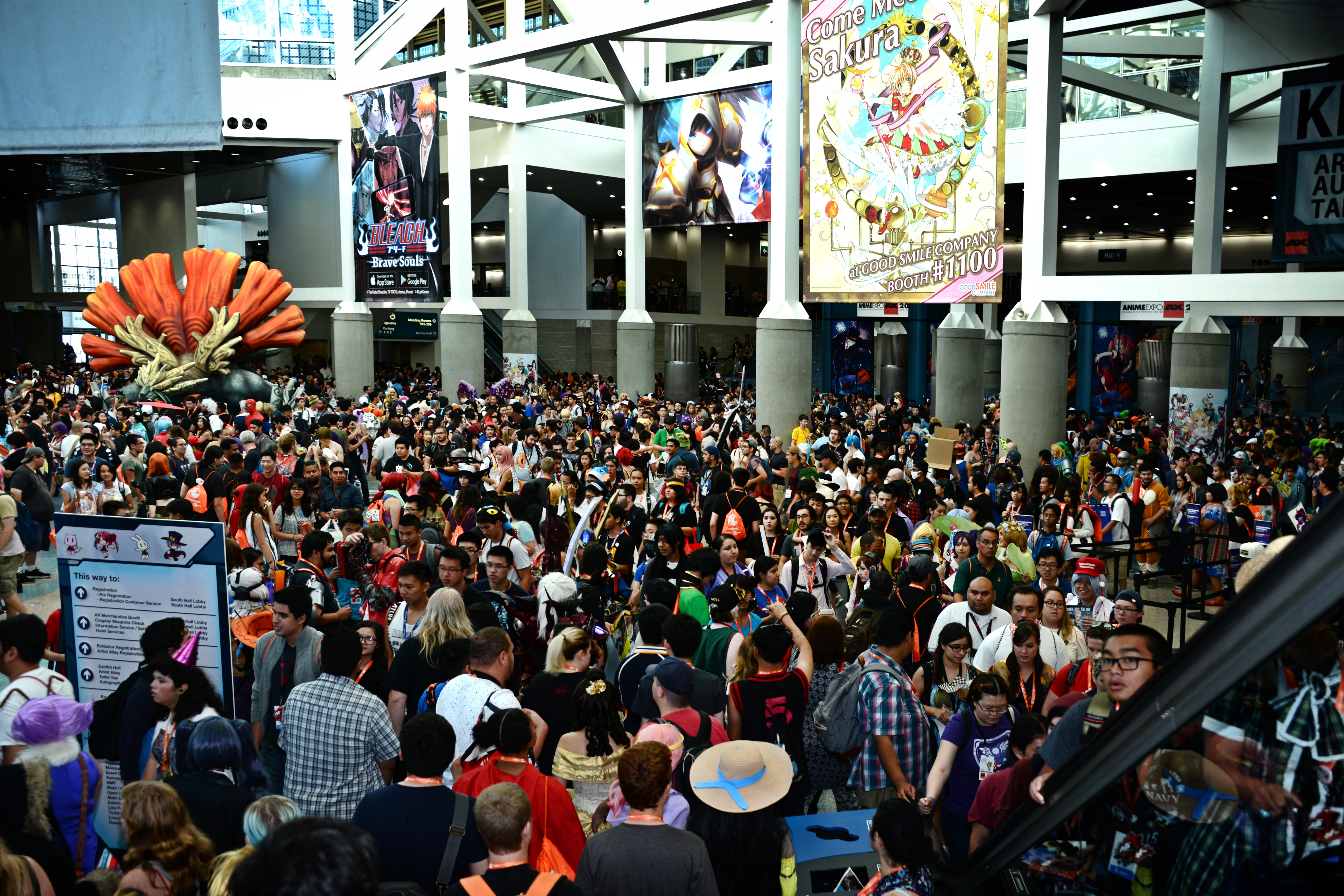
Die Lobby der South Hall während der Anime Expo 2016.

Das Kongresszentrum ist Gastgeber für zahlreiche jährliche Veranstaltungen wie die Los Angeles Auto Show, die Abilities Expo oder die Anime Expo. Darüber hinaus finden im LACC zahlreiche Fachmessen, Konferenzen und kulturelle Veranstaltungen statt.
Von 1995 bis 2019 fand hier, mit wenigen Ausnahmen, die Electronic Entertainment Expo, kurz E³, eine der weltweit bedeutendsten und besucherstärksten Messen für Video- und Computerspiele, statt. Das Los Angeles Times Festival of Books, eines der größten Buchfestivals in den Vereinigten Staaten, wurde teilweise ebenfalls im Kongresszentrum ausgerichtet. Seit dem Jahr 2011 wird die L.A. Comic Con jährlich im LACC ausgetragen und verzeichnet regelmäßig Besucherzahlen von über 100.000. Seit 2015 ist das Convention Center alljährlicher Veranstaltungsort von RuPaul’s DragCon LA, lediglich unterbrochen von der COVID-19-Pandemie, als die DragCon unter dem Titel Digital DragCon online stattfand.
Anlässlich der Grammy Awards 2020 fand am 28. Januar 2020 im Los Angeles Convention Center ein starbesetztes Tribut-Konzert für Prince unter dem Motto Let’s Go Crazy: The Grammy Salute to Prince statt. Das Konzert wurde am 21. April 2020, dem vierten Todestag von Prince, im US-Fernsehen ausgestrahlt.

### Grammys
In der Woche vor den jährlichen Grammy Awards dient das Kongresszentrum regelmäßig als Veranstaltungsort für mehrere Events im Rahmen der Grammy-Woche. Seit 2005 wird hier alljährlich die MusiCares-Person-of-the-Year-Gala ausgerichtet, die traditionell zwei Tage vor den Grammy Awards stattfindet.
Zudem war das Kongresszentrum bis einschließlich 2012 Gastgeber des Abschnitts der Vergabe der Grammy Awards, der vor der Hauptübertragung (also vor der „Hauptsendung“) im Fernsehen stattfand. In der Regel handelte es sich dabei um die Verleihung von Auszeichnungen in Kategorien, die nicht in der Live-Übertragung gezeigt werden. Dieser Teil der Veranstaltung wurde in einem separaten Rahmen in den Räumlichkeiten des Kongresszentrums durchgeführt und später teilweise in die Aufzeichnung des Hauptteils integriert. Seit 2013 wird dieser Teil der Verleihung im Peacock Theater abgehalten, während die Hauptverleihung nach wie vor in der Crypto.com Arena stattfindet.
Aufgrund der COVID-19-Pandemie wurden die Grammy Awards 2021 im und rund um das Kongresszentrum durchgeführt.

### Emmys
Nach der jährlichen Primetime Emmy Awards-Zeremonie richtet das Kongresszentrum den sogenannten Governors Ball aus, eine der großen Afterpartys der Emmys.

### Sport während der COVID-19-Pandemie
Die Los Angeles Sparks spielten 11 ihrer 16 Heimspiele während der WNBA-Saison 2021 im Kongresszentrum, aufgrund von Terminüberschneidungen mit ihrer Hauptspielstätte, dem Staples Center, die durch die Verzögerungen im Spielplan der anderen Ligen aufgrund der COVID-19-Pandemie verursacht worden waren. Das LACC wurde mit begrenzten Sitzplätzen eingerichtet und zog durchschnittlich 1.144 Zuschauer pro Spiel an.

### Ausrichtungsort der Olympischen Sommerspiele 2028
Das Los Angeles Convention Center wird im Rahmen der Olympischen Sommerspiele 2028 Wettbewerbe in fünf Sportarten ausrichten und Gastgeber für die Vorrundenspiele im Frauenbasketball, Fechten, Taekwondo, Tischtennis sowie BMX-Rennen sein und einen Teil der sogenannten Live Site Olympic Zone entlang der Figueroa Street bilden. Ursprünglich war auch Boxen in den Planungen vorgesehen, jedoch hatte das Internationale Olympische Komitee entschieden, diese Disziplin aus dem olympischen Programm zu streichen. Anlässlich der Olympischen Sommerspiele 2028 und der darauffolgenden Paralympischen Sommerspielen 2028 soll das Kongresszentrum modernisiert und weiter ausgebaut werden. In Zusammenarbeit mit AEG, Pleanary, dem Architekturbüro Populous und den Generalbauunternehmen PCL Construction und Webcor Builders sollten Design- und Zeitpläne sowie die voraussichtlichen Kosten festgelegt werden, sodass im Frühjahr 2025 mit den Bauarbeiten begonnen werden könnte. Während der Bauzeit sollen rund 7500 Arbeitsplätze geschaffen werden, von denen dauerhaft rund 2200 bestehen bleiben sollen. Durch den erweiternden Neubau sollen die South Hall und die West Hall baulich miteinander verbunden werden, wobei rund 190.000 sq ft (ca. 17.700 m²) Fläche hinzukommen und so eine zusammenhängende Halle geschaffen werden soll. Weiters sollen rund 55.000 sq ft (ca. 5.100 m²) an neuen Konferenzräumen und etwa 95.000 sq ft (ca. 8.800 m²) an Mehrzweckfläche geschaffen und der bisherige Gilbert Lindsay Plaza neugestaltet werden.
Das Trade, Travel and Tourism Committee (der Ausschuss für Handel, Reisen und Tourismus) der Stadt Los Angeles hatte beschlossen, bis zu 54,4 Millionen US-Dollar für vorbereitende Arbeiten am in die Jahre gekommenen, städtischen Kongresszentrum auszugeben. Dabei handelt es sich ausschließlich um Geld für vorbereitende Planungsarbeiten; voraussichtliche Gesamtkosten wurden zu diesem Zeitpunkt noch keine genannt. Kolportiert wurden allerdings geschätzte 1,4 Milliarden US-Dollar, wobei sich die Kosten noch weiter erhöhen könnten. Sollte der Erweiterungsplan weiterverfolgt werden, belaufen sich die geschätzten Kosten über einen Zeitraum von 30 Jahren auf 4,78 Milliarden US-Dollar, einschließlich potenzieller Kreditverbindlichkeiten. Dabei wurde jedoch im Sommer 2024 auch bestätigt, dass das Projekt nicht realisiert wird, sollten Ingenieure in den kommenden Monaten zu dem Schluss kommen, dass eine fristgerechte Fertigstellung für die Olympischen Spiele nicht gewährleistet werden kann oder die Budgetvorgaben überschritten werden.

## Das LACC als Drehort für Film und Fernsehen
Bereits ab den 1970er Jahren fanden in und um das Kongresszentrum Aufnahmen zu Film- und Fernsehproduktionen statt. So war das LACC unter anderem in den 1970er und 1980er Jahren in Fernsehserien Starsky & Hutch oder Das A-Team zu sehen. In den 1990er Jahren folgten Produktionen wie Die Wiege der Sonne, Demolition Man, Viper, Puppet Masters – Bedrohung aus dem All, Star Trek: Raumschiff Voyager, Hologram Man, Das Netz, Heat, Showgirls, Jade, Hollywood Undercover, Im Körper des Feindes, Starship Troopers, Rush Hour oder Power Rangers – Lost Galaxy. In den 2000er Jahren sah man das Kongresszentrum in weiteren Produktionen wie Spider Attack – Achtbeinige Monster, Old School – Wir lassen absolut nichts anbrennen, Total verknallt in Tad Hamilton, Bones – Die Knochenjägerin, Liebe braucht keine Ferien oder CSI: Miami. Auch fanden hier Dreharbeiten zu Pornoproduktionen wie Debbie Does Dallas… Again statt. In späteren Jahren war das Convention Center, das im Laufe der Jahrzehnte auch in unzähligen Fernseh- und Nachrichtensendungen zu sehen war, und dessen Umgebung auch Drehort weiter namhafter Film- und Fernsehproduktionen wie etwa Deeper Throat, Interstellar, Scorpion, Roadies, Westworld, Crazy Ex-Girlfriend, Lethal Weapon, Jay Leno’s Garage, Pam & Tommy oder The Lincoln Lawyer.

## Photovoltaikanlage und andere Nachhaltigkeitsprojekte
Ab Oktober 2017 wurden in einem sechsmonatigen Projekt 6.228 Solarmodule mit einer Leistung von jeweils 355 Watt, was einer Gesamtleistung von 2,21 Megawatt entspricht, auf dem Dach der South Hall installiert. Dadurch wurde die gesamte Solarkapazität der Einrichtung, inklusive der bereits davor bestehenden Anlage, auf 2,58 Megawatt erhöht, womit es die größte Solaranlage eines kommerziell betriebenen Kongresszentrums in den Vereinigten Staaten ist. Damit war es die größte Solaranlage auf einem städtisch betriebenen Kongresszentrum in den Vereinigten Staaten und verhalf der Stadt Los Angeles zur Spitzenposition unter den US-Städten mit der höchsten installierten Solarleistung. Die neue Anlage ist darauf ausgelegt, jährlich 3,4 Millionen Kilowattstunden Strom zu produzieren, was 17 Prozent des gesamten Energiebedarfs des LACC abdeckt und dem durchschnittlichen Stromverbrauch von 565 Haushalten in Los Angeles entspricht. Durch das Projekt wird der CO₂-Fußabdruck des LACC um 2.554 Tonnen pro Jahr reduziert. Zur Veranschaulichung: Dies entspricht der Vermeidung der Verbrennung von 2.794.396 Pfund (ca. 1,27 Millionen Kilogramm) Kohle oder der Pflanzung von 66.192 Bäumen.
Im Jahr 2017 wurde oberhalb des Foyers der South Hall ein 9.500 sq ft (ca. 880 m²) großer Dachgarten angelegt und verfügt seitdem über verschiedene Zitrusbäume, Gemüse und Kräuter, die teilweise für die hauseigene Gastronomie des LACC verwendet werden. Der Rooftop Garden des LACC ist nur eine von heute (Stand: 2025) mehr als 30 umweltfreundliche Maßnahmen und Verfahren, die unter der Leitung von AEG Facilities und – nach der Fusionierung mit der Spectacor Management Group – ASM Global im Kongresszentrum umgesetzt wurden. Dazu zählen Maßnahmen in den Bereichen Energieeinsparung und erneuerbare Energie, Wassereinsparung, Recycling und Abfallvermeidung, nachhaltiger Produkteinkauf, Bildung und Kommunikation oder alternative Mobilität.

## Erreichbarkeit und Anschluss mit öffentlichen Verkehrsmitteln

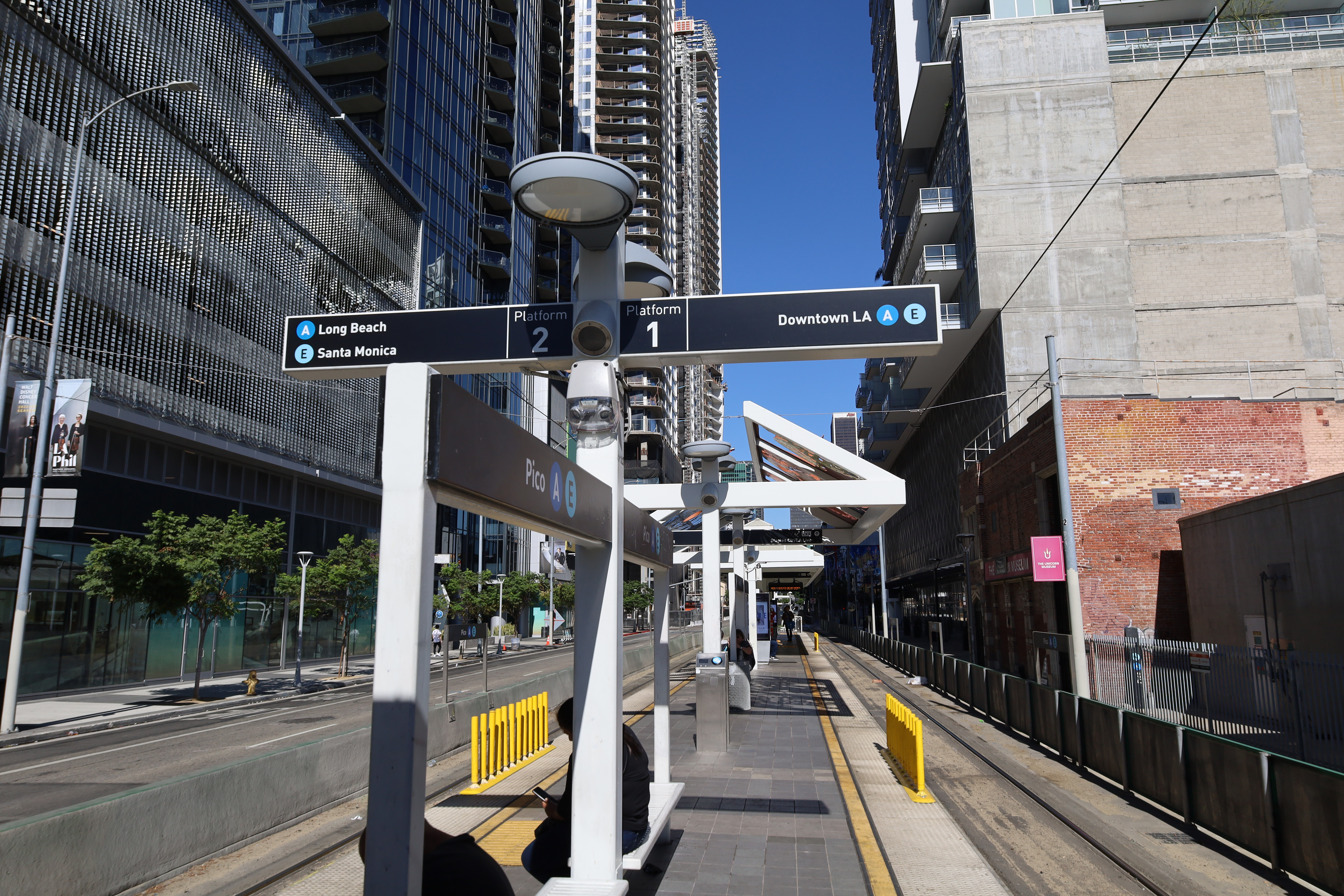
Die Pico Station, eingebettet zwischen den seit den 2010er Jahren errichteten Wolkenkratzern. (2022)

Das LACC ist mit mehreren öffentlichen Verkehrsmitteln erreichbar. Die Los Angeles County Metropolitan Transportation Authority bedient das Kongresszentrum unter anderem mit der Metro Rail, deren Blue Line und deren Expo Line an der 1990 errichteten und zuletzt 2019 umgebauten Pico Station, gegenüber des Kongresszentrums, halten. Außerdem kann das LACC mit dem Metro Bus erreicht werden, wobei zahlreiche Linien in der Nähe des Kongresszentrums halten, darunter die Linien 30, 81, 442, 460 und die Silver Line. Auch die vom Los Angeles Department of Transportation betriebene DASH-Buslinie F hat mehrere Haltestellen an der Figueroa Street, die an das Los Angeles Convention Center und L.A. LIVE angrenzen.

## Zertifizierungen und Auszeichnungen (seit 2010)
Seit der Übernahme durch ein privates Management wurde das Kongresszentrum mit mehr als 60 Auszeichnungen geehrt und hat sich als führender Akteur in der Veranstaltungsbranche etabliert. Dabei handelt es sich nicht nur um Auszeichnungen im Branchen- und Veranstaltungsmanagement, sondern auch um Nachhaltigkeits- und Umweltpreise, sowie um Marketing- und Kommunikationspreise und diverse andere Auszeichnungen.